# The Viking Queen
Pour les articles homonymes, voir The Viking Queen (homonymie).
Pour plus de détails, voir Fiche technique et Distribution.
The Viking Queen (« La Reine Viking ») est un film américain réalisé par Walter Edwin, sorti en 1914. 
Ce film muet en noir et blanc, réputé perdu, se déroule à l'époque viking.

## Synopsis
Helga la Glorieuse, la reine viking de l'un des plus petits royaumes nordiques, part en expédition ; pendant son absence, une révolte éclate dans son royaume.

## Fiche technique
- Titre original : The Viking Queen
- Réalisation : Walter Edwin
- Scénario : Mary Fuller
- Société de production : Edison Company
- Société de distribution : General Film Company
- Pays d'origine :  États-Unis
- Langue : anglais
- Format : Noir et blanc – 1,33:1 – 35 mm – Muet
- Genre : film d'aventure
- Longueur de pellicule : 600 m (2 bobines)
- Année : 1914
- Dates de sortie :
  -  États-Unis : 4 septembre 1914

## Distribution
- Mary Fuller : Queen Helga
- Charles Ogle : Ragnarr